# Shirley Williams
Shirley Vivian Teresa Brittain Williams, Baronessa Williams di Crosby, (nata Catlin) (Chelsea, 27 luglio 1930 – Little Hadham, 12 aprile 2021), è stata una politica, docente e scrittrice inglese, originariamente membro del Partito Laburista, fu eletta alla Camera dei Comuni  (MP) nel 1964 e rimase tale fino al 1983 ricoprendo in diverse occasioni il ruolo di Segretario di Stato. Nel 1981 fece parte della “banda dei quattro” che fondò il Partito socialdemocratico (SDP). Tra il 2001 e il 2004 fu leader dei Liberal Democratici  (eredi dell'SDP) alla Camera dei Lord. Dal 2007 al 2010, ricoprì il ruolo di consigliere speciale sulla proliferazione nucleare del primo ministro Gordon Brown. Rimase un membro attivo della Camera dei Lord fino al suo pensionamento nel gennaio 2016.
Tra le molte altre attività, è stata docente di politica elettorale presso la John F. Kennedy School of Government dell'Università di Harvard.

## Biografia
Shirley Brittain-Catlin era la figlia della scrittrice pacifista e femminista Vera Brittain (1893–1970) e del politico e filosofo Sir George Edward Gordon Catlin (1896–1979). Suo fratello maggiore, John Brittain-Catlin (1927-1987), era un pittore. Studiò in varie scuole, tra cui la Mrs Spencer's School a Brechin Place, South Kensington; Scuola elementare di Christchurch a Chelsea; Scuola Talbot Heath di Bournemouth e la St Paul's Girls' School di Londra. Durante la seconda guerra mondiale, dal 1940 al 1943, fu evacuata a St. Paul, Minnesota, negli Stati Uniti, dove frequentò la Summit School per sole ragazze.  Quando tornò in Gran Bretagna, studiò al Somerville College di Oxford.
Mentre era ad Oxford, Williams diventò membro della Oxford University Dramatic Society (OUDS) e fece tournée negli Stati Uniti interpretando il ruolo di Cordelia in una produzione OUDS del Re Lear di Shakespeare diretta da un giovane Tony Richardson. Nel 1950, divenne presidente del Labour Club dell'Università di Oxford, credendo di essere la prima donna a ricoprire la carica  anche se poi emerse che Betty Tate aveva presieduto una sessione nel 1934. Dopo la laurea in filosofia, politica ed economia, Williams vinse una borsa di studio Fulbright e studiò sindacalismo americano alla Columbia University di New York City per un master, assegnato a Oxford nel 1954.
Tornata in Gran Bretagna, iniziò la carriera di giornalista, lavorando prima per il Daily Mirror e poi per il Financial Times. Nel 1960 divenne segretaria generale della Fabian Society, ruolo che mantenne fino al 1964.

## Carriera parlamentare

### Camera dei Deputati
Williams fu eletta alle elezioni generali del 1964 come deputata laburista per il collegio elettorale di Hitchin nell'Hertfordshire. Mantenne la sede, ribattezzata Hertford e Stevenage dopo i cambiamenti di confine nel 1974, fino al 1979.
Tra il 1971 e il 1973 ricoprì il ruolo di ministro ombra degli Interni. Nel 1974 divenne Segretario di Stato per i prezzi e la tutela dei consumatori nel gabinetto di Harold Wilson. Quando Wilson annunciò le sue dimissioni nel 1976 e gli successe James Callaghan, divenne Segretario di Stato per l'Istruzione e Direttore generale delle finanze, ricoprendo contemporaneamente entrambe le posizioni di gabinetto. Williams si candidò alla vicepresidenza laburista nell'ottobre di quell'anno, ma perse contro Michael Foot.

### Istituti comprensivi
Mentre prestava servizio come segretario all'istruzione tra il 1976 e il 1979, Williams perseguì la politica voluta da Anthony Crosland nel 1965 per introdurre il sistema scolastico completo al posto delle scuole di grammatica. In precedenza, nel 1972, quando sua figlia Rebecca si avvicinava all'età della scuola secondaria, Williams si trasferì nel bacino di utenza della scuola di volontariato Godolphin e Latymer School permettendo a sua figlia di ottenervi un posto. Tuttavia, quando la Godolphin e la Latymer School votarono successivamente per diventare indipendenti nel 1977, Rebecca scelse di lasciare quella scuola e andò invece alla Camden School for Girls.

### Europeismo
Da sempre appassionata sostenitrice dell'integrazione europea,  Williams fu una dei 68 parlamentari laburisti ad sprimersi nel voto dei Comuni del 28 ottobre 1971 a favore dell'adesione alle Comunità europee. Quattro anni dopo, fu una dei leader della campagna "Gran Bretagna in Europa" durante il referendum sull'adesione alle Comunità europee del 1975. L'antieuropeismo del Labour durante gli anni di Michael Foot fu uno dei fattori che la spinsero ad abbandonare il partito nel 1981.
Nel suo discorso di commiato del 2016 alla Camera dei Lord prima del secondo referendum sull'adesione di quell'anno, descrisse l'adesione del Regno Unito all'Unione Europea (UE) come "la questione politica più centrale a cui questo paese deve rispondere" e affermò che era la ragione del suo ritiro. In chiusura, invitò i suoi colleghi a "pensare molto attentamente prima di consentire al Regno Unito di ritirarsi dal suo principale dovere verso il mondo, quello che dovrà affrontare, e poi adempiere, attraverso l'Unione europea".

### Questioni sociali
Cattolica romana da sempre, Williams fu un'oppositrice di lunga data della legalizzazione dell'aborto. Fu una delle due donne parlamentari a votare contro l'"Abortion Act" del 1967, che legalizzava l'aborto. Tuttavia, Lord Harries di Pentregarth riferì che Williams "rifiutò di iscriversi alla 'Society for the Protection of Unborn Children' (SPUC) e generalmente mantenne un basso profilo sulla questione dell'aborto".

## Partito Socialdemocratico
Williams perse il suo seggio (ribattezzato Hertford e Stevenage) quando il partito laburista fu sconfitto alle elezioni generali del 1979. La sua sconfitta avvenne due anni dopo la sua apparizione e il suo arresto ai "picchetti di Grunwick", per i quali era stata aspramente criticata dalla stampa. Quando, subito dopo, fu intervistata da Robin Day per la copertura televisiva Decision 79 della BBC sui risultati elettorali, sia Norman St John-Stevas - portavoce conservatore che si era spesso scontrato con lei - sia Merlyn Rees, ministro dell'Interno uscente, le resero omaggio.
Dopo le elezioni, condusse la serie TV della BBC1 Shirley Williams in Conversation, intervistando, a turno, una serie di personaggi politici, tra cui l'ex cancelliere della Germania occidentale Willy Brandt, l'ex primo ministro conservatore Edward Heath e il suo collega recentemente deposto James Callaghan. Successivamente apparve in molti programmi di discussione televisivi e radiofonici in Gran Bretagna, in particolare nel Question Time della BBC, dove le sue 58 apparizioni le valsero il premio "Most Frequent Panellist". Durante questo periodo, Williams rimase membro dell'esecutivo nazionale del partito laburista. Dal 1980 al 1981 fu presidente della Fabian Society.
Nel 1981, scontenta dell'influenza dei membri più di sinistra del partito laburista, rassegnò le dimissioni per formare - insieme ai colleghi laburisti dimessi Roy Jenkins, David Owen e Bill Rodgers - il Partito socialdemocratico (SDP). A loro si unirono altri 28 parlamentari laburisti e un conservatore. Nello stesso anno, in seguito alla morte del deputato conservatore Sir Graham Page, vinse le elezioni suppletive di Crosby e divenne il primo membro dell'SDP eletto al Parlamento. Due anni dopo, però, divenuta presidente dell'SDP, perse il seggio alle elezioni generali del 1983. Alle elezioni generali del 1987, Williams si candidò per l'SDP a Cambridge, ma perse contro il candidato conservatore in carica Robert Rhodes James. In seguito sostenne la fusione dell'SDP con il Partito Liberale dando così vita ai Liberal Democratici.

### Università di Harvard

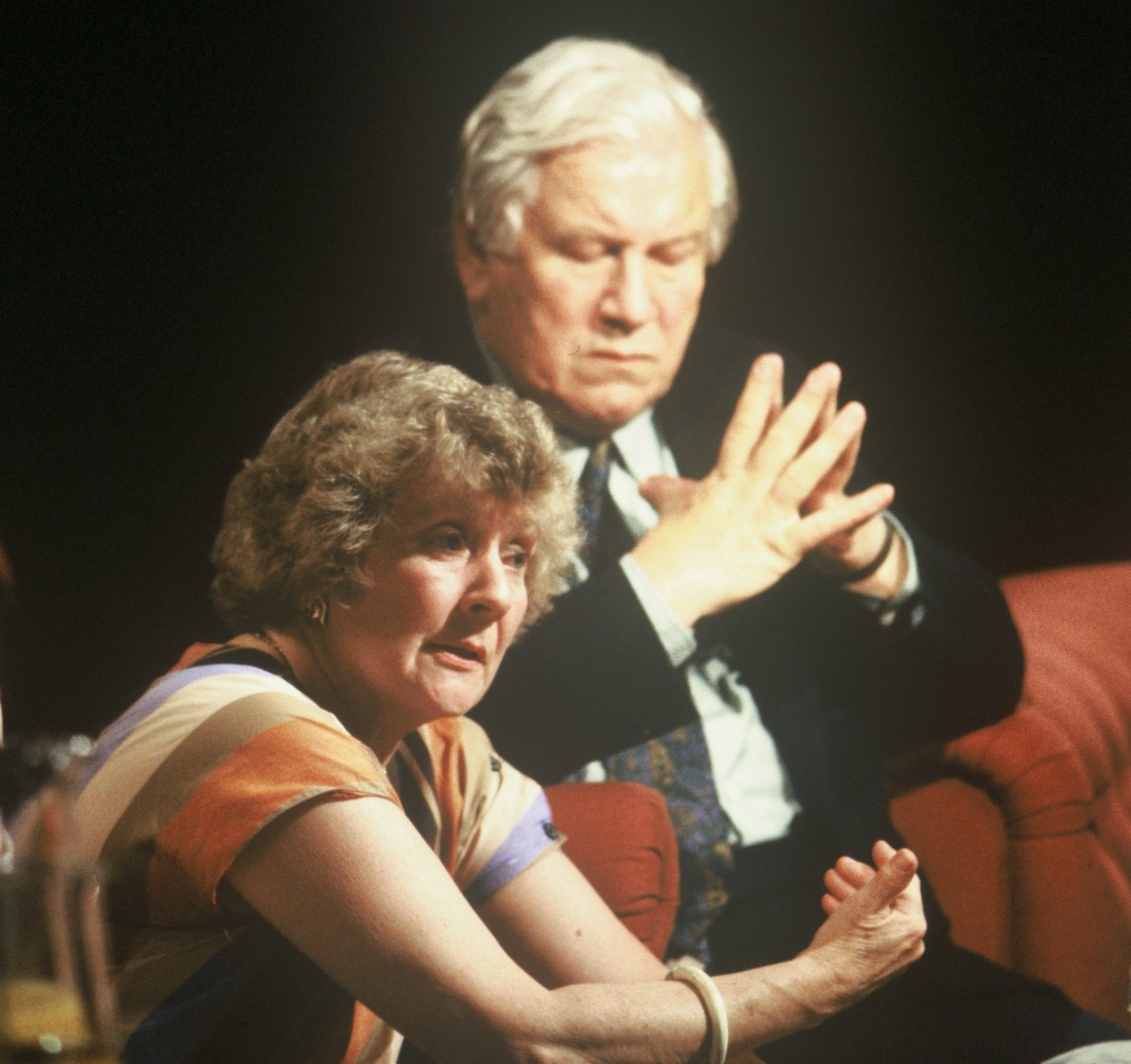
Seduta accanto a Peter Ustinov durante un episodio del programma televisivo notturno After Dark, 1989

Nel 1988, Williams si trasferì negli Stati Uniti per lavorare come professore alla Harvard Kennedy School, rimanendovi fino al 2001, e successivamente come professore emerito di politica elettorale del servizio pubblico. Ciononostante, rimase attiva nella politica e nel servizio pubblico in Gran Bretagna, negli Stati Uniti e a livello internazionale. Durante questi anni, Williams contribuì alla stesura delle costituzioni in Russia, Ucraina e Sudafrica. Fu anche direttrice del Project Liberty di Harvard, un'iniziativa progettata per assistere le democrazie emergenti nell'Europa centrale e orientale, membro del consiglio e responsabile ad interim dell'Istituto di Politica di Harvard (IOP). Dopo essere entrata alla Camera dei Lord nel 1993, tornò nel Regno Unito.

## Camera dei Lord
Williams fu nominata pari a vita il 1º febbraio 1993, come Baronessa Williams di Crosby, di Stevenage nella contea di Hertfordshire, e successivamente diventò leader dei Liberal Democratici alla Camera dei Lord dal 2001 al 2004.
Tra gli altri comitati no-profit, Williams fu membro del Council on Foreign Relations, del Comité des Sages (Gruppo di riflessione) sulla politica sociale dell'UE, del Twentieth Century Fund, della Ditchley Foundation, dell'Institute for Public Policy Research e l'Iniziativa sulla minaccia nucleare. Fu anche presidente del Royal Institute of International Affairs, commissario della Commissione internazionale per la non proliferazione e il disarmo nucleare e presidente della Cambridge University Liberal Association. Williams partecipò anche alle conferenze del Bilderberg del 2013 e del 2010 rispettivamente a Watford, Hertfordshire, Inghilterra e Sitges, Spagna.
Nel giugno 2007, dopo che Gordon Brown aveva sostituito Tony Blair come Primo Ministro, Williams accettòuna posizione formale nel governo come consigliere sulla proliferazione nucleare a condizione che potesse servire come consigliere indipendente; rimase una democratica liberale. Il suo interesse e impegno per l'istruzione continuarono e ricoprì il ruolo di presidente della giuria dei British Teaching Awards. Williams fu membro del gruppo di alto livello dei parlamentari britannici per il disarmo nucleare multilaterale e la non proliferazione, istituito nell'ottobre 2009.
Williams era originariamente contraria al disegno di legge sull'assistenza sanitaria e sociale della coalizione Cameron-Clegg, descrivendolo come "privatizzazione invisibile" nel corso del 2011. Il governo apportò alcune modifiche al disegno di legge, descritte da Williams come "importanti concessioni", ma liquidate come "minori" dalla commentatrice del The Guardian Polly Toynbee. Williams esortò i liberaldemocratici a sostenere il disegno di legge modificato durante la conferenza del marzo 2012, dicendo: "Non sarei rimasta fedele al disegno di legge, se avessi creduto per un momento che avrebbe minato il servizio sanitario nazionale".
Williams si espresse contro il matrimonio tra persone dello stesso sesso alla Camera dei Lord, affermando che "l'uguaglianza non è la stessa cosa dell'uguaglianza. Questo è l'errore fondamentale in questo disegno di legge" e che le donne e gli uomini "si completano a vicenda", sostenendo che il matrimonio tra persone dello stesso sesso non dovrebbe essere chiamato matrimonio ma dovrebbe avere “nomenclatura diversa”. Ciò si basava sulla sua convinzione che il matrimonio fosse "un quadro per la procreazione e la crescita dei figli".  Alla fine del 2015, annunciò la sua intenzione di ritirarsi dalla Camera dei Lords. Il 28 gennaio 2016 tenne il suo discorso di commiato alla Camera e l'11 febbraio andò ufficialmente in pensione. Nel 2017 Williams fu nominata membro dell'Ordine dei Compagni d'Onore per "servizi alla vita politica e pubblica".
Dopo aver vissuto a lungo a Furneux Pelham da quando era stata eletta deputata per Hitchin, si trasferì poi a Little Hadham. Le sue ricreazioni furono "la musica, la poesia, le passeggiate in collina". Come cattolica, frequentava ogni domenica la chiesa.
Morì nella sua casa nelle prime ore del 12 aprile 2021, all'età di 90 anni. Il leader liberaldemocratico Ed Davey la definì un "leone liberale e un vero pioniere" e dichiarò che "la politica sarà più povera senza il suo intelletto, la sua saggezza e la sua generosità".

## Vita privata
Williams si sposò due volte. A Oxford incontrò Peter Parker (il futuro capo della British Rail) ed ebbero una relazione. Nella sua autobiografia (Climbing the Bookshelves) la Williams disse che "...nella primavera del 1949 ero innamorata di lui, e lui, un po', di me...". Nel 1955 sposò il filosofo morale Bernard Williams. Bernard lasciò Oxford per soddisfare le crescenti ambizioni politiche della moglie, trovando un posto prima all'University College di Londra (1959–64) e poi come professore di filosofia al Bedford College di Londra (1964–67), mentre lavorava come giornalista per il Financial Times e come segretario della Fabian Society.  Ebbe una figlia con lui, Rebecca che poi diventò avvocato. Il matrimonio fu sciolto nel 1974; Bernard Williams successivamente sposò Patricia Skinner ed ebbe due figli con lei.
Nel 1987 sposò il professore di Harvard e storico presidenziale Richard Neustadt, morto nel 2003.

## Opere (selezionate)
Shirley Williams scrisse diversi libri, tra cui:
- Climbing the Bookshelves: The Autobiography of Shirley Williams, Virago Press (2009) ISBN 9781844084753.[46]
- God and Caesar: Personal Reflections on Politics and Religion, University of Notre Dame Press (2003) ISBN 9780268010461.[47]
- Ambition and Beyond: Career Paths of American Politicians, conEdward L. Lascher Jr, Institute of Governmental Studies Press, University of California, Berkeley (1993).[48]
- New Party – The New Technology Social and Liberal Democrats by Hebden Royd, (1988)  ISBN 185187075X.[49]
- Politics is for People, Harvard University Press, (1981) ISBN 9780140058888.[50]

La sua biografia è stata pubblicata nel 2013: Shirley Williams: The Biography, Mark Peel
Williams è stata il personaggio principale nella commedia di Steve Waters del 2017 Limehouse, presentata in anteprima al Donmar Warehouse; è stata interpretata da Debra Gillett.